# Национален институт по статистика (Италия)
Вижте пояснителната страница за други значения на Национален статистически институт.
Националният институт по статистика (на италиански: Istituto Nazionale di Statistica, ISTAT) e националната статистическа организация на Италия.
Istat извършва допитвания в Италия, преброявания на населението, както и в областта на индустрията, селското стопанство, услугите, предоставя статистически анализи на населението и икономиката на Италия.
Националният институт по статистика на Италия е създаден през 1926 г.